# NHL Entry Draft 2009

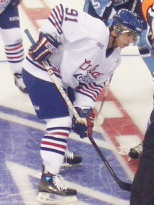
John Tavares został wybrany jako pierwszy w drafcie 2009.

NHL Entry Draft 2009 był 47. draftem w historii. Odbył się w dniach 26–27 czerwca w Centre Bell w stolicy kanadyjskiej prowincji Quebec w mieście Montreal. Wydarzenie to było częścią uroczystości stulecia Montreal Canadiens, najstarszego klubu występującego w National Hockey League. Drużyny z NHL mogły wybrać zawodników. New York Islanders, którzy zakończyli poprzedni sezon na ostatnim miejscu jako pierwsi wybierali zawodnika do swojego zespołu.
Łącznie wybrano 211 zawodników w 7 rundach. Z pierwszym numerem wydraftowany został występujący na pozycji centra - Kanadyjczyk John Tavares. Jako drugi wybrany został szwedzki obrońca Victor Hedman, który przeszedł do Tampa Bay Lightning. Trzecim zawodnikiem draftu był kanadyjski center Matt Duchene, który przeszedł do Colorado Avalanche.

## Ranking skautów
Według scoutów największe szanse na pierwszy numer w drafcie miał John Tavares wśród hokeistów z Ameryki Północnej, zaś z Europy Victor Hedman. Wśród bramkarzy wymieniano najczęściej Matthew Hacketta z zawodników amerykańskich oraz Robina Lehnera z bramkarzy europejskich.

### Zawodnicy z pola
| Lp. | Hokeiści amerykańscy | Hokeiści europejscy           |
| --- | -------------------- | ----------------------------- |
| 1   | John Tavares (C)     | Victor Hedman (D)             |
| 2   | Matt Duchene (C)     | Magnus Pääjärvi Svensson (LW) |
| 3   | Evander Kane (C)     | Jacob Josefson (C)            |
| 4   | Brayden Schenn (C)   | Oliver Ekman Larsson (D)      |
| 5   | Jordan Schroeder (C) | Tim Erixon (D)                |
| 6   | John Moore (D)       | David Rundblad (D)            |
| 7   | Scott Glennie (RW)   | Carl Klingberg (RW)           |
| 8   | Simon Despres (D)    | Marcus Johansson (C)          |
| 9   | Jared Cowen (D)      | Dmitrij Orłow (D)             |
| 10  | Zack Kassian (RW)    | Joonas Nättinen (C)           |

### Bramkarze
| Lp. | Bramkarze amerykańscy | Bramkarze europejscy |
| --- | --------------------- | -------------------- |
| 1   | Matthew Hackett       | Robin Lehner         |
| 2   | Olivier Roy           | Mikko Koskinen       |
| 3   | Edward Pasquale       | Juraj Holly          |

## Draft 2009

### Runda 1
| #  | Zawodnik                      | Narodowość        | Drużyna NHL                                                               | Klub macierzysty                                           |
| -- | ----------------------------- | ----------------- | ------------------------------------------------------------------------- | ---------------------------------------------------------- |
| 1  | John Tavares (C)              | Kanada            | New York Islanders                                                        | London Knights (OHL)                                       |
| 2  | Victor Hedman (D)             | Szwecja           | Tampa Bay Lightning                                                       | Modo Hockey                                                |
| 3  | Matt Duchene (C)              | Kanada            | Colorado Avalanche                                                        | Brampton Battalion (OHL)                                   |
| 4  | Evander Kane (C)              | Kanada            | Atlanta Thrashers                                                         | Vancouver Giants (WHL)                                     |
| 5  | Brayden Schenn (C)            | Kanada            | Los Angeles Kings                                                         | Brandon Wheat Kings (WHL)                                  |
| 6  | Oliver Ekman Larsson (D)      | Szwecja           | Phoenix Coyotes                                                           | Leksands IF                                                |
| 7  | Nazem Kadri (C)               | Kanada            | Toronto Maple Leafs                                                       | London Knights (OHL)                                       |
| 8  | Scott Glennie (RW)            | Kanada            | Dallas Stars                                                              | Brandon Wheat Kings (WHL)                                  |
| 9  | Jared Cowen (D)               | Kanada            | Ottawa Senators                                                           | Spokane Chiefs (WHL)                                       |
| 10 | Magnus Pääjärvi Svensson (LW) | Szwecja           | Edmonton Oilers                                                           | Timrå IK                                                   |
| 11 | Ryan Ellis (D)                | Kanada            | Nashville Predators                                                       | Windsor Spitfires (OHL)                                    |
| 12 | Calvin de Haan (D)            | Kanada            | New York Islanders (z Minnesoty)                                          | Oshawa Generals (OHL)                                      |
| 13 | Zack Kassian (RW)             | Kanada            | Buffalo Sabres                                                            | Peterborough Petes (OHL)                                   |
| 14 | Dmitrij Kulikow (D)           | Rosja             | Florida Panthers                                                          | Drummondville Voltigeurs (QMJHL)                           |
| 15 | Peter Holland (C)             | Kanada            | Anaheim Ducks                                                             | Guelph Storm (OHL)                                         |
| 16 | Nick Leddy (D)                | Stany Zjednoczone | Minnesota Wild (z Columbus via NY Islanders)                              | Eden Prairie High School (United States High School)       |
| 17 | David Rundblad (D)            | Szwecja           | St. Louis Blues                                                           | Skellefteå AIK                                             |
| 18 | Louis Leblanc (C)             | Kanada            | Montreal Canadiens                                                        | Omaha Lancers (USHL)                                       |
| 19 | Chris Kreider (C)             | Stany Zjednoczone | New York Rangers                                                          | Phillips Andover (United States High School)               |
| 20 | Jacob Josefson (C)            | Szwecja           | New Jersey Devils (z Calgary)                                             | Djurgårdens IF                                             |
| 21 | John Moore (D)                | Stany Zjednoczone | Columbus Blue Jackets (z Philadelphii via Anaheim)                        | Chicago Steel (USHL)                                       |
| 22 | Jordan Schroeder (C)          | Stany Zjednoczone | Vancouver Canucks                                                         | Minnesota Golden Gophers (WCHA)                            |
| 23 | Tim Erixon (D)                | Szwecja           | Calgary Flames (z New Jersey)                                             | Skellefteå AIK                                             |
| 24 | Marcus Johansson (C)          | Szwecja           | Washington Capitals                                                       | Färjestad BK                                               |
| 25 | Jordan Caron (RW)             | Kanada            | Boston Bruins                                                             | Rimouski Océanic                                           |
| 26 | Kyle Palmieri (C/RW)          | Stany Zjednoczone | Anaheim Ducks (z San Jose via Tampa Bay, Ottawa, NY Islanders i Columbus) | U.S. National U18 Team (National Team Development Program) |
| 27 | Philippe Paradis (C)          | Kanada            | Carolina Hurricanes                                                       | Shawinigan Cataractes (QMJHL)                              |
| 28 | Dylan Olsen (D)               | Kanada            | Chicago Blackhawks                                                        | Camrose Kodiaks (AJHL)                                     |
| 29 | Carter Ashton (RW)            | Kanada            | Tampa Bay Lightning (z Detroit)                                           | Lethbridge Hurricanes (WHL)                                |
| 30 | Simon Despres (D)             | Kanada            | Pittsburgh Penguins                                                       | Saint John Sea Dogs (QMJHL)                                |

### Runda 2
| #  | Zawodnik              | Narodowość | Drużyna NHL                          | Klub macierzysty        |
| -- | --------------------- | ---------- | ------------------------------------ | ----------------------- |
| 31 | Mikko Koskinen (G)    | Finlandia  | New York Islanders                   | Blues                   |
| 33 | Ryan O’Reilly (C)     | Kanada     | Colorado Avalanche                   | Erie Otters             |
| 39 | Jakob Silfverberg (S) | Szwecja    | Ottawa Senators                      | Brynäs IF               |
| 40 | Anton Lander (C)      | Szwecja    | Edmonton Oilers                      | Timrå IK                |
| 46 | Robin Lehner (G)      | Szwecja    | Ottawa Senators (z Columbus)         | Frölunda HC             |
| 52 | Richard Pánik (RW)    | Słowacja   | Tampa Bay Lightning (z Philadelphia) | HC Oceláři Trzyniec     |
| 55 | Dmitrij Orłow (C)     | Rosja      | Washington Capitals                  | Mietałłurg Nowokuźnieck |
| 57 | Taylor Doherty (D)    | Kanada     | San Jose Sharks                      | Kingston Frontenacs     |
| 60 | Tomáš Tatar (C)       | Słowacja   | Detroit Red Wings                    | HKm Zvolen              |

### Runda 3
| #  | Zawodnik                | Narodowość | Drużyna NHL                                  | Klub macierzysty      |
| -- | ----------------------- | ---------- | -------------------------------------------- | --------------------- |
| 62 | Anders Nilsson (G)      | Szwecja    | New York Islanders                           | Luleå                 |
| 65 | Joonas Nättinen (C)     | Finlandia  | Montreal Canadiens (z Atlanty)               | Espoo Blues U20       |
| 66 | Brayden McNabb (D)      | Kanada     | Buffalo Sabres (z Kings)                     | Kootenay Ice (WHL)    |
| 69 | Reilly Smith (RW)       | Kanada     | Dallas Stars                                 | St. Michael’s Buzzers |
| 70 | Taylor Beck (D)         | Kanada     | Nashville Predators (z Senators)             | Guelph Storm (OHL)    |
| 78 | Siergiej Andronow (RW)  | Rosja      | St. Louis Blues                              | Łada Togliatti        |
| 84 | Nicolas Deslauriers (D) | Kanada     | Los Angeles Kings (z New Jersey via Calgary) | Rouyn-Noranda Huskies |

### Runda 4
| #   | Zawodnik            | Narodowość | Drużyna NHL                                      | Klub macierzysty     |
| --- | ------------------- | ---------- | ------------------------------------------------ | -------------------- |
| 96  | Linden Vey (RW)     | Kanada     | Los Angeles Kings                                | Medicine Hat Tigers  |
| 98  | Craig Smith (C)     | Szwecja    | Nashville Predators                              | Waterloo Black Hawks |
| 101 | Toni Rajala (RW)    | Finlandia  | Edmonton Oilers                                  | Ilves                |
| 102 | Mattias Ekholm (D)  | Szwecja    | Nashville Predators                              | Mora                 |
| 106 | Sami Vatanen (D)    | Finlandia  | Anaheim Ducks                                    | JYP                  |
| 117 | Edward Pasquale (G) | Kanada     | Atlanta Thrashers (z San Jose przez Los Angeles) | Saginaw Spirit       |

### Runda 5
| #   | Zawodnik              | Narodowość | Drużyna NHL        | Klub macierzysty   |
| --- | --------------------- | ---------- | ------------------ | ------------------ |
| 122 | Anton Klemientjew (D) | Rosja      | New York Islanders | Łokomotiw Jarosław |
| 129 | Tomáš Vincour (C)     | Czechy     | Dallas Stars       | Edmonton Oil Kings |
| 149 | Marcus Krüger (D)     | Szwecja    | Chicago Blackhawks | Djurgården         |

### Runda 6
| #   | Zawodnik              | Narodowość | Drużyna NHL                       | Klub macierzysty |
| --- | --------------------- | ---------- | --------------------------------- | ---------------- |
| 162 | Jaroslav Janus (G)    | Słowacja   | Tampa Bay Lightning (z Nashville) | Erie Otters      |
| 163 | Jere Sallinen (RW/LW) | Finlandia  | Minnesota Wild                    | Blues            |
| 171 | Joni Ortio (G)        | Finlandia  | Calgary Flames                    | TPS U20          |
| 179 | Brandon Kozun (RW)    | Kanada     | Los Angeles Kings (z Chicago)     | Calgary Hitmen   |

### Runda 7
| #   | Zawodnik            | Narodowość        | Drużyna NHL                           | Klub macierzysty           |
| --- | ------------------- | ----------------- | ------------------------------------- | -------------------------- |
| 182 | Erik Haula (LS)     | Finlandia         | Minnesota Wild (z New York Islanders) | Shattuck-St. Mary’s School |
| 183 | Kirył Hatawiec (O)  | Białoruś          | Tampa Bay Lightning                   | Shattuck-St. Mary’s School |
| 199 | Michael Cichy (C)   | Stany Zjednoczone | Montreal Canadiens                    | Indiana Ice                |
| 200 | Michaił Pasznin (D) | Rosja             | New York Rangers                      | Mieczeł Czelabińsk         |
| 208 | Tommi Kivistö (O)   | Finlandia         | Carolina Hurricanes                   | Red Deer Rebels            |